# 51895 Biblialexa
Biblialexa (denominazione ufficiale definitiva 51895 Biblialexa, designazione provvisoria 2001 QX33) è un asteroide della fascia principale. Scoperto nel 2001, presenta un'orbita caratterizzata da un semiasse maggiore pari a 3,0116584 au e da un'eccentricità di 0,0846978, inclinata di 10,97641° rispetto all'eclittica.
Dal 18 marzo al 1º maggio 2003, quando 54439 Topeka ricevette la denominazione ufficiale, è stato l'asteroide denominato con il più alto numero ordinale. Prima della sua denominazione, il primato era di 50000 Quaoar.
L'asteroide è dedicato alla Bibliotheca Alexandrina.